# Kerkep
Kerkep is een bestuurslaag in het regentschap Kediri van de provincie Oost-Java, Indonesië. Kerkep telt 1377 inwoners (volkstelling 2010).